# ماكس آيرون
ماكس آيرون (بالإنجليزية: Max Irons)‏ (مواليد 17 أكتوبر 1985) في كامدن، لندن، انكلترا وماكسيميليان بول ديارمويد ايرون. هو الممثل المعروف في فيلم(2011) Red Riding Hood، المضيف (2013) (2004)Being Julia

## أفلامه
| سنة  | عنوان                          | دور                     | ملاحظات     |
| ---- | ------------------------------ | ----------------------- | ----------- |
| 2004 | Being Julia                    | Curtain Call Boy        |             |
| 2009 | Dorian Gray                    | لوكيوس                  |             |
| 2011 | Red Riding Hood                | هنري                    |             |
| 2013 | The Host                       | جاريد هوي               |             |
| 2013 | الملكة البيضاء The White Queen | King Edward / Edward IV |             |
| 2014 | The Riot Club                  | مايلس ريتشارد           |             |
| 2014 | The Devil's Harvest            | يوري                    | قيد الانتاج |
| 2015 | Woman in Gold                  | فراتز                   | قيد الانتاج |
| 2015 | The Keys to the Street         |                         | قيد الانتاج |

## روابط خارجية
- ماكس آيرون على موقع IMDb (الإنجليزية)
- ماكس آيرون على موقع ألو سيني (الفرنسية)
- ماكس آيرون على موقع أول موفي (الإنجليزية)
- ماكس آيرون على موقع بوكس أوفيس موجو (الإنجليزية)
- ماكس آيرون على موقع قاعدة بيانات الأفلام السويدية (السويدية)
- ماكس آيرون على موقع قاعدة بيانات الفيلم (الإنجليزية)
- ماكس آيرون على موقع كينوبويسك (الروسية)